# Нестеровська (Шенкурський район)
Нестеровська (рос. Нестеровская) — присілок в Шенкурському районі Архангельської області Російської Федерації.
Населення становить 2 особи. Входить до складу муніципального утворення Федорогорське муніципальне утворення.

## Історія
Від 1937 року належить до Архангельської області.
Від 2004 року належить до муніципального утворення Федорогорське муніципальне утворення.

## Населення
| 2002 | 2010 | 2012 |
| ---- | ---- | ---- |
| 5    | ↘2   | →2   |